# Шах Джахан III
Шах Джахан III (1711—1772) — 15-й падишах з династії Великих Моголів у 1759–1760 роках.

## Життєпис
При народженні отримав ім'я Мухі-уль-Мульк-уль-Мілат. Був сином мірзи Мухі-ус-сунната та онуком шах-заде Мухаммада Кам Бакша, який намагався захопити владу у 1708 році (був вбитий за наказом Бахадур-шаха I). Про його життя відомо замало, ймовірно знаходився під своєрідним домашнім арештом до 1759 року, коли великий вазир Феруз Джанга III Імад-уль-мульк скинув Аламґіра II. 
Прийняв ім'я Шах Джахан. Не відігравав жодної ролі у державі. за нього правив Імад-уль-мульк. Втім того ж року війська афганців та Шуджи-уд-Даули, набоба Ауда повалили Шах Джахана III, поставивши падишахом сина Аламґіра — Алі Ґаухара. Шах Джахан втік до Алахабаду, де 10 жовтня 1760 року визнав падишахом Алі. В подальшому жив сумирно, помер у 1772 році.